# ソー・ハン
ウ・ソー・ハン（ビルマ語: ဦးစိုးဟန် U Soe Han、1964年 - ）は、ミャンマーの外交官、大使。元外務次官、現駐日大使。ヤンゴン大学物理学修士、国際大学経営学修士。前任者ミン・トゥに続き2代続けての外務次官上がりの駐日大使である。

## 経歴
1987年、ヤンゴン大学で物理学学士を取得。1993年、外務省に入省。1995年、ヤンゴン大学で物理学修士を取得。
1998年から2001年にかけて、在タイ大使館で二等書記官、一等書記官。
2002年から2004年にかけて国際大学に留学し、経営学修士を取得。2005年から2008年にかけて、駐日大使館で一等書記官。
2008年から2010年にかけて、ネピドーの本省で政策局課長補佐。2010年から2014年にかけて、在中華人民共和国大使館で参事官、公使参事官。
2017年から2019年にかけて、ネピドーの本省で政務局長。2019年8月から2020年9月にかけて、外務次官。
2020年9月より、次期駐日大使。同年12月17日に皇居で信任状を捧呈し、駐日大使として正式に就任。

## 日本との関係
2002年から2004年にかけて新潟県南魚沼市の国際大学に留学しており、2005年から2008年にかけて駐日大使館における在外勤務経験がある。
政策局課長補佐として在任中の2009年11月6日および7日、東京の総理大臣官邸で開催された第1回日本・メコン地域諸国首脳会議に参加した。
2015年7月4日、東京で開催された第7回日本・メコン地域諸国首脳会議に参加した。
外務次官として在任中の2019年10月22日、皇居正殿松の間で今上天皇の即位礼正殿の儀が執り行われ、アウンサンスーチー国家最高顧問やミン・トゥ駐日大使と共に参列した。
2020年2月21日、ネピドーで開催された第7回日・ミャンマー人権対話に外務次官として出席し、ミャンマーにおける人権状況や日本からの能力強化支援などについて山中修総合外交政策局参事官兼国連担当大使らと協議した。
2020年9月24日、ウィンミン大統領がソー・ハン外務次官を次期駐日大使に指名すると共に、ミン・トゥ駐日大使をジュネーブの国際連合政府代表部および国際機関政府代表に任命する人事がミャンマー国営紙により報道された。同年10月20日の朝、アウン・ソー・ウィン次期在マレーシア大使と共にネピドーの大統領宮殿を訪問して、ウィンミン大統領より政策指針を与えられた。
2020年12月17日、ソー・ハン次期駐日大使は皇居で信任状を捧呈し、駐日大使として正式に就任した。
駐日大使として在任中の2021年2月1日、ミャンマーで事実上のクーデターが発生した。これを受けて同年3月6日、駐日大使館に勤務するウ・アウン・ソー・モー一等書記官とドー・エインドラ・タン二等書記官が選挙に基づかない政権交代をフェイスブック上で公然と批難し、市民不服従運動（CDM）に合流することを宣言。遅くとも同年5月20日までに、大使館は軍事政権の正統性に異を唱えた両書記官の外交官資格を剥奪して大使館敷地内の住居から閉め出しており、ソー・ハン大使は国軍の主導する軍事政権に対して恭順を示した。
2022年9月27日、ソー・ハン大使は自身の夫人を伴いミャンマー代表として故安倍晋三国葬儀に参列した。